# Блисс, Генри Ивлин
Генри Ивлин Блисс (англ. Henry Evelyn Bliss; 20 января 1870, Нью-Йорк, США — 9 августа 1955, Плейнфилд, Нью-Джерси, США (или Бухарест)) — американский библиотековед и теоретик в области библиотечно-библиографической классификации.

## Биография
Родился 20 января 1870 года в Нью-Йорке. Работал в области библиотечного дела, предлагая усовершенствованные методы в области библиотековедения, а также различные термины в области образования. В 1940—1953 годах разработал и опубликовал собственную систему библиографической классификации. Она была разработана для библиотек США, но наибольшее распространение получила в библиотеках Великобритании. С 1977 разрабатывается и используется вторая редакция этой системы, адаптированная к современным условиям. 
Скончался 9 августа 1955 года в Плейнфилде (по некоторым другим данным в Бухаресте).

## Научные работы
Основные научные работы посвящены усовершенствованию в области библиотечного дела.
- 1929 — издал научную работу «Организация знаний и система наук»
- 1933 — издал научную работу «Организация знаний в библиотеках и предметный доступ к книгам»
- Предложил термин «Организация знаний»